# Leuven Chansonnier
Het Leuven Chansonnier is een laat 15e-eeuws handschrift dat in 2014 aan de oppervlakte kwam bij de verkoop van een erfenis door een Brussels veilinghuis. Het boekje van 96 perkamenten folia van 12 bij 8,5 cm groot, nog steeds in zijn oorspronkelijke met brokaat beklede band, bevat 50 meerstemmige liederen uit de traditie van de Franco-Vlaamse polyfonie. Het boekje opent met een geestelijk lied in het Latijn, het Ave Regina van Walter Frye, maar de 49 andere liederen zijn wereldlijke liederen in het Middelfrans. Een van de liederen is vierstemmig, alle andere liederen zijn voor drie stemmen. Dergelijke vondsten in hun originele staat zijn uiterst zeldzaam. Het manuscript werd aangekocht door het Fonds Léon Courtin – Marcelle Bouché, beheerd door de Koning Boudewijnstichting en aan de Alamire Foundation in bruikleen gegeven. Tot nadere informatie over de herkomst gevonden wordt, gaat het handschrift als Leuven Chansonnier door het leven.

## Inhoud
Het chansonnier vermeldt geen componisten, maar de onderzoekers konden de herkomst van 38 liederen achterhalen door vergelijking met andere liedboeken. Het boekje bevat onder meer werken van belangrijke Frans-Vlaamse meesters zoals Gilles Binchois, Johannes Ockeghem en Antoine Busnoys. Het manuscript is in bijzonder goede staat bewaard gebleven zodat van sommige liederen de volledige tekst nu voor het eerst beschikbaar werd. 
Het boekje bevat ook twaalf liederen die tot nu toe onbekend waren en waarvan de herkomst niet kon achterhaald worden. Dit maakt de ontdekking van het boekje zeer belangrijk om de kennis van het wereldlijke lied uit de 15e eeuw te verdiepen. Ook tien van de twaalf liedteksten zijn volledig nieuw voor de onderzoekers. Uit deze periode zijn wereldwijd slechts zes vergelijkbare chansonniers bekend.

## Herkomst
Het handschrift bevat een wapenschild dat verwijst naar de hertogen van Savoye-Nemours, die bezittingen hadden in de Loirevallei, maar de herkomst kon nog niet eenduidig vastgesteld worden. De letter "I" in de achtergrond van het wapenschild zou kunnen verwijzen naar Jacques van Savoye, tweede hertog van Nemours (1531-1585), maar op basis van de datering van het handschrift is het onwaarschijnlijk dat hij de eerste eigenaar was. 

## Weblinks
- Op de website van de Alamire Foundation kan men het handschrift online raadplegen
- Editie van de liederen in moderne en originele sleutels en de editie link van de Goldberg Stiftung
- Leuven Chansonnier op YouTube